# ジョナサン・ジョーンズ (野球)
ジョナサン・D・ジョーンズ（Jonathan D. Jones、1989年8月2日 - ）は、アメリカ合衆国・カリフォルニア州バカビル出身の元プロ野球選手（中堅手）。右投右打。
マイナーリーグ時代の登録名はジョン・ジョーンズ（Jon Jones）。

## 経歴

### 米マイナー時代
カリフォルニア州立大学ロングビーチ校に在学中の2010年、同年のMLBドラフト29巡目（全体876位）でトロント・ブルージェイズから指名され、6月20日に契約し入団。
以後、ブルージェイズ傘下のマイナーリーグでは2014年までプレーし、最高で傘下AA級ニューハンプシャー・フィッシャーキャッツまで昇格した。同年9月30日にブルージェイズから放出され、約1週間後の10月8日にマイアミ・マーリンズとマイナー契約を結んだが、翌2015年シーズンの開幕直前の3月31日に放出された。

### 米独立リーグ時代
マーリンズ傘下からの放出後、米国の独立リーグであるアメリカン・アソシエーションに加盟するゲーリー・サウスショア・レイルキャッツに入団。同年は打率.314、5本塁打、40打点、19盗塁の成績を残し、打率と本塁打ではチーム1位、打点もチーム2位の成績を残した。
2016年3月28日、同年シーズンよりアトランティック・リーグに新たに加盟するニューブリテン・ビーズへトレードで移籍。同年は盗塁数こそ前年を上回る24盗塁を記録したものの打率.269と打撃成績を落とし、シーズン途中にFAとなった。

### メキシカンリーグ時代
その後、同年6月15日にメキシカンリーグに加盟するラグナ・カウボーイズと契約し入団。2018年シーズンの途中までプレーした。
2018年7月26日、トレードでユカタン・ライオンズへ移籍。同年と翌2019年のシーズンオフには、同じくメキシコで行われるリーガ・メヒカーナ・デル・パシフィコに加盟するカニェロス・デ・ロス・モチスでもプレーした。
2019年シーズンはキャリアハイとなる打率.353、10本塁打、55打点、31盗塁の成績を残した。
2020年シーズンはユカタン・ライオンズと再契約を果たしたが、同年のシーズンは新型コロナウイルス感染症の世界的流行に伴ってメキシカンリーグの全試合が中止されたため、試合出場機会はなかった。
2021年はメキシコ代表として東京オリンピックに出場したが、同年限りで現役を引退した。

## 人物
アフリカ系アメリカ人であるが、母方の血縁からメキシコ系アメリカ人でもあるために野球メキシコ代表への選出資格があり、2019 WBSCプレミア12と2020年東京オリンピックの野球競技にそれぞれメキシコ代表として出場している。このうち、2019年のプレミア12では鈴木誠也（日本）・ブレント・ルッカー（アメリカ）と並んで最多タイとなる3本塁打を記録したほか、同年のメキシコ代表選手で唯一ベストナインに相当するオール・ワールド・チームに中堅手として選出されている。

## 詳細情報

### 代表歴
- 2019 WBSCプレミア12 メキシコ代表
- 2020年東京オリンピックの野球競技・メキシコ代表

### 表彰
- WBSCプレミア12・ベストナイン：1回（中堅手：2019年）